# 栖岸院
栖岸院（せいがんいん）は、東京都杉並区にある浄土宗の寺院。

## 概要
創建年代は不明である。元々は三河国村高庄（現・愛知県安城市）にあった「長福寺」という寺で、当初は真宗高田派の寺院であった。その後、徳川家康の居城に連動するような形で駿府に移り、1591年（天正19年）に江戸麹町に移転した。
1621年（元和7年）安藤重信が当院に葬られて以降安藤家の菩提寺となり、1639年（寛永16年）に浄土宗に転宗した。「栖岸院」は重信の戒名に由来する。他にも丹南藩主家の高木家や旗本諸家の香華寺となっていた。
江戸時代、当寺の住職は将軍に単独拝謁できる格式が認められていた。
明治時代以降の武家の没落に伴い、一時は千住の勝専寺に吸収されてしまった。その状況を憂えた信誉明道は一念発起し、1920年（大正9年）、現在地に再興した。

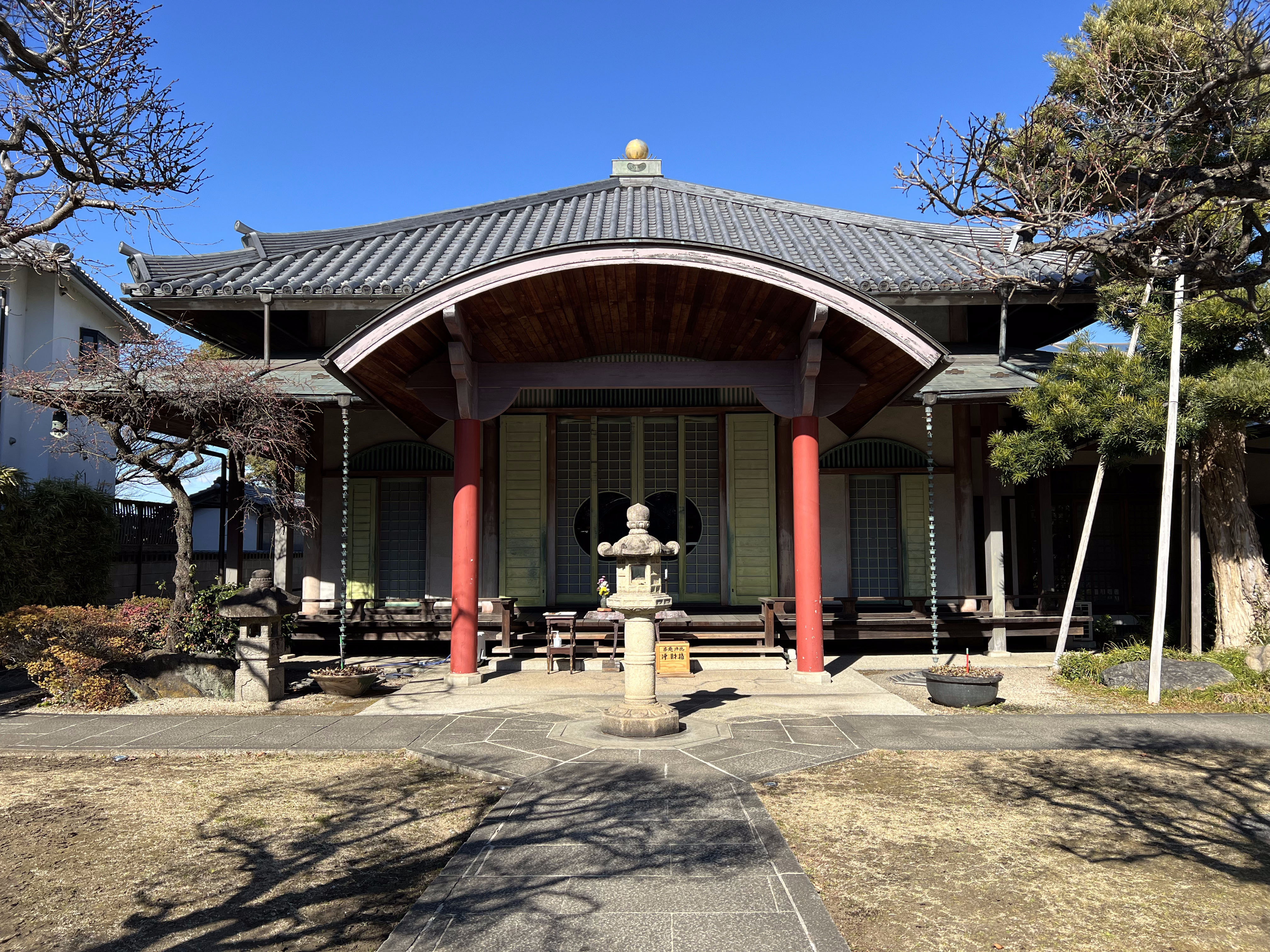
本堂

## 境内
- 観音堂
「火伏観音」という観音菩薩像を安置。鎌倉時代後期の作で、杉並区の文化財に指定されている[2]。

## 墓所
- 安藤家（譜代大名）
- 高木家（譜代大名、丹南藩）

## 交通アクセス
- 京王線・東急世田谷線下高井戸駅より徒歩5分。